# Ятабэ (княжество)

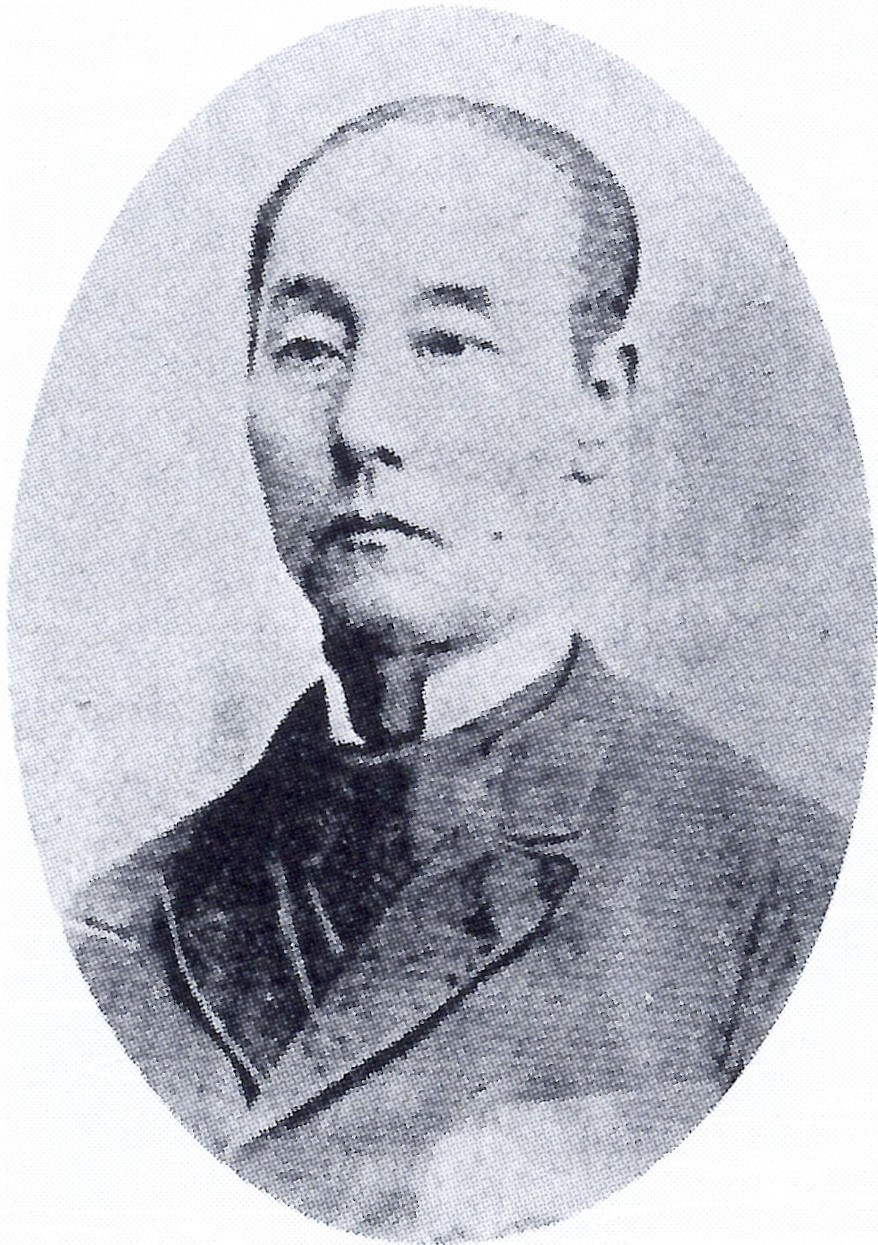
Хосокава Акицура (1833—1907), последний (9-й) даймё Ятабэ-хана (1852—1871)

Княжество Ятабэ (яп. 谷田部藩 Ятабэ-хан) — феодальное княжество (хан) в Японии периода Эдо (1616—1871), в провинции Хитати на острове Хонсю (современная префектура Ибараки).

## История
Административный центр хана: Ятабэ Jin’ya (укрепленный дом), в настоящее время — город Цукуба в префектуре Ибараки.
Хосокава Окимото (1566—1619), был вторым сыном даймё Хосокава Фудзитака (1534—1610), вассала Оды Нобунаги, Тоётоми Хидэёси и Токугавы Иэясу. Он получил в награду от Оды Нобунаги провинцию Танго, а его старший сын Хосокава Тадаоки (1563—1646) был одним из ведущих генералов периода Сэнгоку и близким советником Токугава Иэясу. После победы в битве при Сэкигахаре в 1600 году Хосокава Окимото получил в награду от Токугава Иэясу небольшой домен Мотеги-хана в провинции Симоцукэ с доходом 10 000 коку риса. А его старший брат Хосокава Тадаоки получил вначале Накацу-хан, а в 1602 году Кокура-хан в провинции Будзэн на острове Кюсю. Между двумя братьями были очень натянутые отношения. В 1616 году в награду за своё участие в осаде Осакского замка Хосокава Окимото получил ещё 6200 коку в провинции Хитати. Он перенес свою резиденцию из Мотеги в Ятабэ, положив начало княжеству Ятабэ. Земли княжества Ятабэ были, в основном, непригодны для сельского хозяйства, и с самого начала хан оказался в сложном финансовом положении с частыми голодоморами. Все просьбы о помощи к богатым даймё Кумамото-хана, где правили его брат и его потомки, были проигнорированы.
Несмотря на эти проблемы, эта ветвь рода Хосокава управляла Ятабэ-ханом до Реставрации Мэйдзи. 1660 год стал особенно тяжелым для 3-го даймё Хосокава Окитака. Из-за обильных дождей в княжестве начались наводнения, неурожай и мор. Также сгорела резиденция даймё Ятабэ в Эдо. В 1830-х годах в истории княжества был ещё один сложный период. К 1834 году княжество накопило огромные долги и больше не могло получать кредиты. Повышение налогов привело к крестьянским бунтам. С 1835 года началось резкое сокращение населения до половины прежнего уровня, в результате чего большие площади земли из-за недостатка крестьян оказались запущенными. 8-й даймё Хосокава Окинори обратился к известному японскому писателю Сонтоку Ниномии в отчаянной попытке переломить ситуацию в своём уделе. Он начал проводить радикальные реформы в домене, что встретило сильное сопротивление. Сёгунат Токугава вынужден был вмешаться и приказал даймё Кумамото-хана оказать помощь Ятабэ-хану, чтобы предотвратить его банкротство. Во время Войны Босин княжество Ятабэ выступало на стороне императорского правительства Мэйдзи и отправило свой воинский контингент для участия в битве при Айдзу.
В 1871 году после административно-политической реформы Ятабэ-хан был ликвидирован. Территория бывшего княжества была включена в состав префектуры Ибараки.

## Список даймё
| #                                      | Имя и годы жизни                             | Правление | Титул                   | Ранг      | Доход       |
| -------------------------------------- | -------------------------------------------- | --------- | ----------------------- | --------- | ----------- |
| Род Хосокава (тодзама-даймё) 1616—1871 |                                              |           |                         |           |             |
| 1                                      | Хосокава Окимото (1566-1619) (яп. 細川 興元) | 1616-1619 | Гэнба-но-ками (玄蕃頭)  | 従五位下  | 16,200 коку |
| 2                                      | Хосокава Окимаса (1604-1643) (яп. 細川 興昌) | 1619-1643 | Гэнба-но-ками (玄蕃頭)  | 従五位下  | 16,200 коку |
| 3                                      | Хосокава Окитака (1632-1690) (яп. 細川 興隆) | 1643-1689 | Будзэн-но-ками (豊前守) | 従五位下  | 16,200 коку |
| 4                                      | Хосокава Окинага (1658-1737) (яп. 細川 興栄) | 1689-1728 | Нагато-но-ками (長門守) | 従五位下  | 16,200 коку |
| 5                                      | Хосокава Окитора (1710-1738) (яп. 細川 興虎) | 1728-1737 | Гэнба-но-ками (玄蕃頭)  | 従五位下  | 16,200 коку |
| 6                                      | Хосокава Окихару (1736-1794) (яп. 細川 興晴) | 1737-1788 | Гэнба-но-ками (玄蕃頭)  | 従五位下) | 16,200 коку |
| 7                                      | Хосокава Окинори (1759-1837) (яп. 細川 興徳) | 1788-1837 | Нагато-но-ками (長門守) | 従五位下  | 16,200 коку |
| 8                                      | Хосокава Окитацу (1798-1856) (яп. 細川 興建) | 1837-1852 | Нагато-но-ками (長門守) | 従五位下  | 16,200 коку |
| 9                                      | Хосокава Акицура (1833-1907) (яп. 細川 興貫) | 1852-1870 | Гэнба-но-ками (玄蕃頭)  | 従五位下  | 16,200 коку |